# Arnau II de Foixà
Arnau II de Foixà, fill de Bernat II de Foixà, vengué els seus drets de Gaüses a Arnau de Saminyana, amb l'aprovació dels seus germans, entre els quals fra Guifré de Foixà. Es casà amb la vídua de Ramon Ademar de Santa Pau, germana de Ponç de Gualba, bisbe de Barcelona, i fou també senyor de l'Armentera.
Morí l'any 1292 deixant com a hereu Alemany de Foixà i de Gualba.